# Charlotte Lewis
Pour les articles homonymes, voir Charlotte Lewis (homonymie) et Lewis.
Charlotte Lewis,  née le 7 août 1967 à Londres dans le quartier de Kensington, est une actrice britannique. Elle commence sa carrière en 1986, dans le film Pirates de Roman Polanski.
En 2010, elle accuse le réalisateur de viol sur sa personne, les faits étant survenus en 1983. Celui-ci niant farouchement ces accusations, l'affaire est portée en justice. En mai 2024, Roman Polanski est acquitté dans son procès en diffamation contre Charlotte Lewis.

## Biographie
Charlotte Lewis est d'origine irlandaise et galloise par sa mère, irakienne et chilienne par son père, un médecin, qu'elle n'a jamais connu.
Elle est élève dans un quartier au nord de Londres, à l’école catholique de Bishop Douglas Catholic Secondary School de Finchley,. Elle prend des cours de théâtre à l'école, qui lui « ont donné le goût de la comédie ».
Adolescente, elle passe tout son temps libre au Finchley Odeon à regarder des films et rêver « être à la place de Brooke Shields » dans Le Lagon bleu et devenir célèbre,.
À quinze ans, Charlotte est repérée par un photographe qui lui propose de faire du mannequinat. Elle intègre alors l'agence Bookings.

### Entrée au cinéma
L'année suivante, elle prend son billet de ferry et de train pour la France quand une amie mannequin lui propose de faire du cinéma et de rencontrer Roman Polanski à Paris.
Charlotte fait alors ses débuts cinématographiques à dix-neuf ans en 1986 dans le film Pirates de ce réalisateur. Juste après, elle obtient le rôle féminin principal avec 150 000 dollars de cachet pour Golden Child : L'Enfant sacré du Tibet, qui l'emmène à 19 ans à Hollywood tourner aux côtés d'Eddie Murphy. Mais malgré ces premiers succès, sa carrière évolue en dents de scie. En juillet 1993, elle fait la couverture de Playboy, puis elle rentre à Londres.
Eddie Murphy reste un ami précieux et généreux puisque quelque temps plus tard, Charlotte n'a plus un sou en ayant dépensé tous ses cachets, et c'est Murphy qui la sort de l'ornière en lui offrant un billet d'avion pour Los Angeles, la location d'un appartement et même un pécule de 50 000 dollars dans une banque afin qu'elle puisse se ressaisir et relancer sa carrière aux États-Unis. Elle apparaît dans plusieurs films et dans des séries à la télévision.
Elle retourne à Londres pour s'occuper de sa mère et y résider avec son fils. En 2010, elle vit dans un petit pavillon qu'elle partage avec une amie costumière.

### Controverse dans les médias
Dans un entretien accordé au tabloïd britannique News of the World du 8 août 1999, elle affirme qu'elle se serait prostituée dès l'âge de quatorze ans. L'information est relayée une décennie plus tard par d'autres médias dont le quotidien Libération,,,, évoquant sa relation avec Roman Polanski à l'âge de dix-sept ans se poursuivant six mois après le tournage de Pirates (1986), et sa rencontre avec Warren Beatty,, et encore Charlie Sheen ou Mickey Rourke, et fait mention de ses « cures de désintoxication »,. Cette interview paraît fragiliser toutes les autres interviews qu'elle a données avant et qu'elle donnera après.

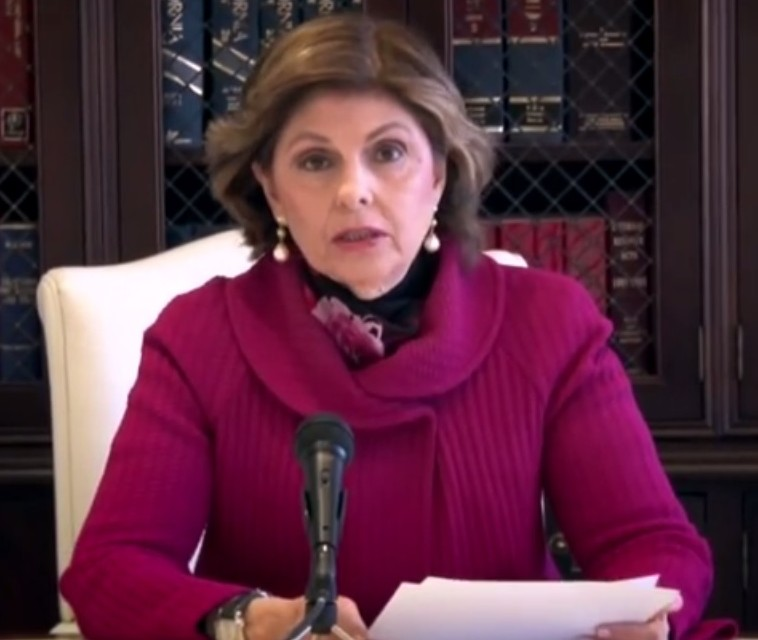
Gloria Allred, l'avocate de Charlotte Lewis.

En mai 2010, en plein Festival de Cannes, elle déclare avoir été violée en 1983 par Roman Polanski, dans son appartement avenue Montaigne à Paris, soit trois ans avant le tournage du film Pirates,. « Tout ce que je veux, c'est que justice soit faite », affirme-t-elle. À la suite de ces déclarations et de sa déposition auprès de la police américaine de Los Angeles, l'entretien qu'elle a eu avec le tabloïd News of the World en 1999, évoquant une prostitution en étant mineure et une relation consensuelle avec Polanski et d'autres, est repris par de nombreux médias. Son avocate, Gloria Allred, précise que sa cliente a fait alors une déposition auprès de la police de Los Angeles et du bureau du procureur, espérant que son témoignage serait pris en compte par les autorités suisses au moment de rendre leur décision sur l'extradition du cinéaste.
L'avocat de Polanski, Georges Kiejman, dénonce l'opportunisme et le chantage de Charlotte Lewis et menace de porter plainte contre elle en s'appuyant sur ses précédentes déclarations,, mais l'actrice persiste et déclare que « Nombre des citations qui me sont attribuées dans l'article de News of the World ne sont pas exactes » et « Juste après l'incident que j'ai eu avec M. Polanski, quand j'avais 16 ans, j'ai raconté à un ami la vérité sur ce qui s'est passé, comment M. Polanski a abusé de moi. Mon avocat, Gloria Allred, a remis à la police un acte notarié de cet ami, il soutient mes déclarations. »
En décembre 2019, l'affaire est relayée par L'Obs, faisant état d'une « violente campagne pour la décrédibiliser » dans les médias. L'actrice déclare : « J’ai été complètement seule en 2010. Personne ne m’a crue. On a dit que j’étais une prostituée, une menteuse. Je suis un peu angoissée de parler. Les médias m’ont tellement enfoncée. »
Lewis porte plainte contre X pour diffamation à Paris et en juillet 2021, Polanski est mis en examen dans cette affaire - « mesure « automatique » interv(enant) après la plainte en diffamation de l'actrice Charlotte Lewis qui l’accuse d’avoir mis en doute la véracité de son accusation pour viol à son encontre »,,. Constance Benqué, propriétaire du magazine Paris Match où dans une interview de 2019, le cinéaste revient sur les différentes accusations de viol portées contre lui et notamment celle de Charlotte Lewis, a également été mise en examen dans cette affaire en avril 2021, pour avoir accordé une « interview de complaisance » ; l'affaire sera jugée devant la 17e chambre du tribunal judiciaire de Paris,.

## Filmographie

### Cinéma
- 1986 : Pirates : María-Dolores de la Jenya de la Calde
- 1986 : Golden Child : L'Enfant sacré du Tibet (The Golden Child) : Kee Nang
- 1988 : Angoisse sur la ligne (Minaccia d'amore) : Jenny Cooper
- 1990 : Piège de sang (Tripwire) : Trudy
- 1992 : Storyville : Lee Tran
- 1993 : Excessive Force : Anna Gilmour
- 1994 : L'Homme de guerre (Men of War) : Loki
- 1994 : Lipstick Camera : Roberta Dailey
- 1995 : L'Étreinte du vampire (Embrace of the Vampire) : Sarah
- 1995 : Mercenaries (Decoy) : Katya
- 1996 : Le Piège de verre (The Glass Cage) : Jacqueline
- 1996 : Navajo Blues (en) : Elizabeth Wyako
- 1997 : Every Dog Has Its Day : Jill
- 1997 : Mutual Needs : Louise Collier
- 2003 : Henry X : Mrs. Morgan
- 2003 : Hey DJ (en) : Taï
- 2019 : Lost Angelas (en) : Angie Malone

### Télévision
- 1978 : Grange Hill (série télévisée) : Samantha
- 1988 : Les Incorruptibles de Chicago (Crime Story) (série télévisée) : mai Len dans Femme fatale
- 1990 : Broken Badges (série télévisée) : Priscilla Mather (rôle récurrent)
- 1991 : Les Robinsons de Wall Street (Bare Essentials) (téléfilm) : Tarita
- 1992 : Sketch Artist (téléfilm) : Leese
- 1993 : Red Shoe Diaries : Claire dans Midnight Bells
- 1996 : Viper (série télévisée) : Evangeline Raines dans White Fire
- 1996 : Le Rebelle (série télévisée) : Kate dans The Pipeline
- 1999 : L'Immortelle (The Raven) (série télévisée) : Jade dans The Frame
- 1999 : Seinfeld (série télévisée) : Nina dans The Switch